# Liste der Baudenkmale in Wedemark
Die Liste der Baudenkmale in Wedemark enthält alle Baudenkmale der niedersächsischen Gemeinde Wedemark in deren Ortsteilen Abbensen, Bennemühlen, Berkhof, Bissendorf, Brelingen, Duden-Rodenbostel, Elze, Gailhof, Hellendorf, Schlage-Ickhorst, Meitze, Mellendorf, Negenborn, Oegenbostel, Resse, Wennebostel und Wiechendorf. Der Stand der Liste ist das Jahr 2005.

## Allgemein
In den Spalten befinden sich folgende Informationen:
- Lage: die Adresse des Baudenkmales und die geographischen Koordinaten. Kartenansicht, um Koordinaten zu setzen. In der Kartenansicht sind Baudenkmale ohne Koordinaten mit einem roten Marker dargestellt und können in der Karte gesetzt werden. Baudenkmale ohne Bild sind mit einem blauen Marker gekennzeichnet, Baudenkmale mit Bild mit einem grünen Marker.
- Bezeichnung: Bezeichnung des Baudenkmales
- Beschreibung: die Beschreibung des Baudenkmales. Unter § 3 Abs. 2 NDSchG werden Einzeldenkmale und unter § 3 Abs. 3 NDSchG Gruppen baulicher Anlagen und deren Bestandteile ausgewiesen.
- ID: die Objekt-ID des Baudenkmales
- Bild: ein Bild des Baudenkmales, ggf. zusätzlich mit einem Link zu weiteren Fotos des Baudenkmals im Medienarchiv Wikimedia Commons. Wenn man auf das Kamerasymbol klickt, können Fotos zu Baudenkmalen aus dieser Liste hochgeladen werden:

## Abbensen

### Gruppe: Hofanlage Am alten Krug 9
Baudenkmal (Gruppe):

| Lage                                      | Bezeichnung               | Beschreibung | ID | Bild |
| ----------------------------------------- | ------------------------- | ------------ | -- | ---- |
| Am alten Krug 9 52° 34′ 0″ N, 9° 37′ 2″ O | Hofanlage Am alten Krug 9 |              |    | BW   |

Baudenkmale (Einzeln):

| Lage                                       | Bezeichnung              | Beschreibung | ID       | Bild |
| ------------------------------------------ | ------------------------ | ------------ | -------- | ---- |
| Am alten Krug 9 52° 34′ 0″ N, 9° 37′ 1″ O  | Wohn-/Wirtschaftsgebäude |              | 31163840 |      |
| Am alten Krug 9 52° 34′ 0″ N, 9° 37′ 1″ O  | Stall                    |              | 31163881 | BW   |
| Am alten Krug 9 52° 33′ 59″ N, 9° 37′ 1″ O | Backhaus                 |              | 31163861 | BW   |

### Gruppe: Ortslage Kapelle Abbensen
Baudenkmal (Gruppe):

| Lage                        | Bezeichnung               | Beschreibung | ID       | Bild |
| --------------------------- | ------------------------- | ------------ | -------- | ---- |
| 52° 34′ 10″ N, 9° 36′ 41″ O | Ortslage Kapelle Abbensen |              | 31078668 | BW   |

Baudenkmale (Einzeln):

| Lage                                           | Bezeichnung              | Beschreibung | ID       | Bild |
| ---------------------------------------------- | ------------------------ | --- | -------- | ---- |
| Alte Zollstraße 52° 34′ 10″ N, 9° 36′ 43″ O    | Kapelle                  | Die Johanneskapelle Abbensen wurde im Jahre 1912 an Stelle eines baufälligen Vorgängerbaues erbaut. Auf dem Satteldach befindet sich ein Dachreiter. Im Inneren Ausstattung aus dem Vorgängerbau: eine gotische Taufe, eine Kanzel aus dem Jahr 1698 und ein Flügelaltar aus dem 15. Jahrhundert. | 31163744 |      |
| Alte Zollstraße 32 52° 34′ 10″ N, 9° 36′ 41″ O | Wohn-/Wirtschaftsgebäude | Der Ziegelbau wurde um das Jahr 1900 errichtet. | 31163821 | BW   |
| Alte Zollstraße 13 52° 34′ 9″ N, 9° 36′ 39″ O  | Schule                   | Die Ende des 19. Jahrhunderts erbaute Schule wird heute als Wohnhaus genutzt. | 31163786 |      |

### Einzelbaudenkmale
| Lage                                            | Bezeichnung              | Beschreibung                                                                                        | ID       | Bild           |
| ----------------------------------------------- | ------------------------ | --------------------------------------------------------------------------------------------------- | -------- | -------------- |
| An der Windmühle 23 52° 34′ 16″ N, 9° 35′ 54″ O | Windmühle                | Seit 1685 steht hier die Abbenser Windmühle. Die Erdholländermühle wurde vermutlich um 1822 erbaut. | 31171442 | Weitere Bilder |
| An der Windmühle 23 52° 34′ 20″ N, 9° 35′ 57″ O | Wohn-/Wirtschaftsgebäude | | 31163899 | BW             |

## Bennemühlen
| Lage                                         | Bezeichnung       | Beschreibung | ID       | Bild           |
| -------------------------------------------- | ----------------- | --- | -------- | -------------- |
| Am Kapellenholze 52° 34′ 16″ N, 9° 43′ 6″ O  | Kapelle           | Die Kapelle aus Ziegel wurde als Grablege der Familie von Bothmer genutzt. | 31163916 | Weitere Bilder |
| Am Mergelberg 25 52° 34′ 28″ N, 9° 42′ 31″ O | Hofstelle         | Das Zweiständerhaus des Hofes wurde um 1788 erbaut, die Querdurchfahrtscheune um 1850. Das Backhaus wurde um 1750/1760 erbaut, allerdings um 1900 stark erweitert.                                               | 31163933 |                |
| Hedwigsruh 1 52° 34′ 38″ N, 9° 43′ 6″ O      | Herrenhaus        | Das Haus hat elf Achsen, die drei mittleren bilden ein Risalit. Zur Hofseite hat der Risalit ein Dreiecksgiebel, auf der anderen Seite befindet sich ein Stufengiebel. Das Haus wird heute als Wohnhaus genutzt. | 31163990 |                |
| Kaffeedamm 52° 34′ 30″ N, 9° 43′ 13″ O       | Gefallenendenkmal | Der Gedenkstein erinnert an den Freiherr Ditmar von Bothmer. | 31164007 | BW             |
| Kaffeedamm 6 52° 34′ 26″ N, 9° 42′ 59″ O     | Wohnhaus          | Der Altenteiler wurde in der zweiten Hälfte des 18. Jahrhunderts erbaut. | 31164024 |                |

## Berkhof
| Lage                                            | Bezeichnung              | Beschreibung | ID | Bild |
| ----------------------------------------------- | ------------------------ | --- | -- | ---- |
| Am Heierhaus 5 52° 36′ 14″ N, 9° 43′ 20″ O      | Hallenhaus               | Das Haus wurde 1842 erbaut. |    | BW   |
| Am Heierhaus 8 52° 36′ 16″ N, 9° 43′ 17″ O      | Wohn-/Wirtschaftsgebäude | Das Haus wurde 1842 errichtet. Zu dem Haus gehört ein um 1820 errichteter Fachwerkstall.                                                                                       |    | BW   |
| Berkhofer Straße 21 52° 36′ 11″ N, 9° 43′ 26″ O | Gasthaus                 | Das jetzige Haus wurde im Jahre 1900 erbaut. Der Vorgängerbau wurde viel als Ausspann genutzt. Das Haus ist anderthalbgeschossig mit einem Mittelrisalit und einem Zwerchhaus. |    | BW   |
| Brinkhahnstraße 10 52° 35′ 46″ N, 9° 42′ 37″ O  | Plumhof                  | Denkmalgeschützt sind das Haupthaus und das Backhaus des Hofes. Das Haus wurde 1764 erbaut.                                                                                    |    | BW   |
| Warkehof 6 52° 36′ 11″ N, 9° 43′ 20″ O          | Hirtenhaus               | Das Hallenhaus wurde 1789 erbaut. |    | BW   |

## Bissendorf
| Lage                                                         | Bezeichnung                                           | Beschreibung | ID | Bild |
| ------------------------------------------------------------ | ----------------------------------------------------- | --- | -- | ---- |
| Am Heerwege 7 52° 31′ 17″ N, 9° 45′ 12″ O                    | Wohnhaus                                              | |    |      |
| Am Heerwege 7A 52° 31′ 17″ N, 9° 45′ 11″ O                   | Wohnhaus                                              | |    |      |
| Am Hellenfeld 52° 31′ 31″ N, 9° 45′ 22″ O                    | Friedhof                                              | Der Friedhof wurde 1823 angelegt. Um 1890 wurde die Friedhofskapelle erbaut. Auf dem Friedhof befindet sich ein Ehrenmal für Gefallene des Ersten und des Zweiten Weltkrieges.                                   |    |      |
| Am Kummerberg 1 52° 31′ 28″ N, 9° 45′ 25″ O                  | Wohn-/Wirtschaftsgebäude                              | Hier wohnte bis 1900 der Grobschmied, möglicherweise befand sich hier auch eine Schmiede. |    |      |
| Am Kummerberg 2 52° 31′ 26″ N, 9° 45′ 29″ O                  | Pfarrhaus                                             | Der Klinkerbau wurde 1895 errichtet. Zum Haus gehört eine Fachwerkscheune aus dem Jahre 1858. |    |      |
| Am Kummerberg 4 52° 31′ 28″ N, 9° 45′ 28″ O                  | Wohn-/Wirtschaftsgebäude                              | |    |      |
| Am Kummerberg 6 52° 31′ 29″ N, 9° 45′ 29″ O                  |                                                       | |    |      |
| Am Markt 52° 31′ 26″ N, 9° 45′ 26″ O                         | Kirche                                                | Die Michaeliskirche wurde 1769 eingeweiht. Der Turm ist ein Rest des Vorgängerbaues aus dem Mittelalter. |    |      |
| Am Markt 1 52° 31′ 25″ N, 9° 45′ 23″ O                       | Wohnhaus                                              | Das Haus wurde um 1860/1870 erbaut. |    | BW   |
| Am Markt 9 52° 31′ 27″ N, 9° 45′ 19″ O                       | Apotheke                                              | Die Apotheke wurde etwa 1810/1820 erbaut. |    |      |
| Am Wöhlerhof 6 52° 31′ 18″ N, 9° 45′ 14″ O                   | Pfarrhof                                              | Das 1589 erbaute Haus, ein Nebengebäude des Pfarrhofes, ist das älteste Haus Bissendorfs. Ursprünglich stand es im Pfarrgarten, dort wurde es 1987 abgebaut und hier wieder aufgebaut.                           |    |      |
| Bahnhofstraße 2 52° 31′ 20″ N, 9° 45′ 15″ O                  | Hofstelle                                             | Das Hallenhaus des Hofes wurde um 1760 erbaut. Zum Hof gehört ein Brunnen, der Trog wurde mit Sandsteinringen erbaut.                                                                                            |    |      |
| Bahnhofstraße 4 52° 31′ 21″ N, 9° 45′ 12″ O                  | Hirtenhaus                                            | |    |      |
| Bahnhofstraße 6 52° 31′ 20″ N, 9° 45′ 11″ O                  | Landarbeiterhaus                                      | Has Haus wurde 1832 erbaut. |    |      |
| Bahnhofstraße 12 52° 31′ 21″ N, 9° 45′ 8″ O                  | Wohnhaus                                              | Das Haus wurde 1901 erbaut. |    |      |
| Bahnhofstraße 41 52° 31′ 21″ N, 9° 44′ 54″ O                 | Bahnhof                                               | Die Bahnstation wurde 1890 errichtet. Es ist ein zweigeschossiges, traufständiges Haus mit fünf Achsen. Die Mittelachse ist als Risalit mit Zwerchhaus ausgebildet.                                              |    |      |
| Burgwedeler Straße 20 52° 31′ 19″ N, 9° 45′ 32″ O            | Wohnhaus                                              | Das Vierständerhaus wurde 1872 erbaut. |    |      |
| Burgwedeler Straße 22 52° 31′ 18″ N, 9° 45′ 35″ O            | Wohn-/Wirtschaftsgebäude                              | Das Haus wurde 1857 erbaut. |    |      |
| Burgwedeler Straße 25 52° 31′ 19″ N, 9° 45′ 42″ O            | Hof                                                   | Der Münkelshof wurde um 1660 erbaut. |    |      |
| Flassworth 1 52° 31′ 22″ N, 9° 45′ 33″ O                     | Hofstelle                                             | |    |      |
| Flassworth 2A 52° 31′ 21″ N, 9° 45′ 37″ O                    | Hof                                                   | |    | BW   |
| Flassworth 4 52° 31′ 22″ N, 9° 45′ 38″ O                     | Speicher                                              | |    |      |
| Gottfried-August-Bürger-Straße 1 52° 31′ 24″ N, 9° 45′ 24″ O | Nebengebäude der ehemalige Amtsvogtei (Kavaliershaus) | |    |      |
| Gottfried-August-Bürger-Straße 2 52° 31′ 25″ N, 9° 45′ 20″ O | Amtshaus                                              | |    |      |
| Gottfried-August-Bürger-Straße 3 52° 31′ 24″ N, 9° 45′ 24″ O | Amtskrug                                              | Das Haus wurde 1808 erbaut. |    |      |
| Gottfried-August-Bürger-Straße 4 52° 31′ 24″ N, 9° 45′ 19″ O | Wohnhaus                                              | |    |      |
| Gottfried-August-Bürger-Straße 8 52° 31′ 21″ N, 9° 45′ 18″ O | Hof                                                   | Das Haus des Hofes wurde um 1900 erbaut, eventuell auch früher. Es ist ein traufständiges Haus mit Mittelrisalit.                                                                                                |    |      |
| Knibbeshof 3 52° 31′ 20″ N, 9° 45′ 23″ O                     | Wohn-/Wirtschaftsgebäude                              | Das Haus entstand um das Jahr 1815. |    |      |
| Knibbeshof 5 52° 31′ 19″ N, 9° 45′ 22″ O                     | Feuerwehrgerätehaus                                   | Das Ziegelhaus wurde um 1920 erbaut. |    | BW   |
| Knibbeshof 7 52° 31′ 20″ N, 9° 45′ 21″ O                     | Scheune                                               | Die Scheune stammt aus dem 19. Jahrhundert. |    |      |
| Knibbeshof 9 52° 31′ 20″ N, 9° 45′ 19″ O                     | Wohn-/Wirtschaftsgebäude                              | Das Haus wurde um 1815 gebaut. |    |      |
| Knibbeshof 10 52° 31′ 21″ N, 9° 45′ 22″ O                    | Hof                                                   | |    |      |
| Knibbeshof 10 52° 31′ 22″ N, 9° 45′ 21″ O                    | Scheune                                               | |    |      |
| Knibbeshof 11 52° 31′ 19″ N, 9° 45′ 20″ O                    | Wohnhaus                                              | Das Zweiständerhaus wurde um 1848 gebaut, wobei der Kren aus dem 18. Jahrhundert stammt. |    |      |
| Koopfore 2 52° 31′ 30″ N, 9° 45′ 29″ O                       | Wohn-/Wirtschaftsgebäude                              | |    | BW   |
| Koopfore 6 52° 31′ 31″ N, 9° 45′ 31″ O                       | Scheune                                               | |    |      |
| Koopfore 8 52° 31′ 32″ N, 9° 45′ 30″ O                       | Wohn-/Wirtschaftsgebäude                              | Das Haupthaus des Hofes wurde im Jahre 1713 erbaut, ein Brunnen aus Sandstein trägt das Jahr 1765. |    |      |
| Kuhstraße 4 52° 31′ 18″ N, 9° 45′ 27″ O                      | Wohnhaus                                              | Das Zweiständerhallenhaus wurde 1877 erbaut. |    |      |
| Pinkvosshof 10 52° 31′ 17″ N, 9° 45′ 14″ O                   | Wohnhaus                                              | Das Haus stand ursprünglich an einem anderen Standort, der allerdings unbekannt ist. Es war ursprünglich eine Längsdurchfahrtscheune und wurde um 1760/1770 erbaut. Heute wird die Scheune als Wohnhaus genutzt. |    |      |
| Tattenhagen 1 52° 31′ 26″ N, 9° 45′ 17″ O                    | Wohnhaus                                              | |    |      |
| Tattenhagen 4 52° 31′ 27″ N, 9° 45′ 15″ O                    | Längsdurchfahrtscheune                                | Die Bauzeit der Scheune ist unklar, sie entstand wahrscheinlich vor 1800. |    |      |
| Tattenhagen 8 52° 31′ 26″ N, 9° 45′ 14″ O                    | Wohn-/Wirtschaftsgebäude                              | Das Zweiständerhallenhaus trägt über dem Tor die Inschrift 1600. Das Gebäude ist damit eins der ältesten in der Region.                                                                                          |    |      |
| Tattenhagen 15 52° 31′ 22″ N, 9° 45′ 16″ O                   | Wohn-/Wirtschaftsgebäude                              | Das Vierständerhaus wurde 1844 erbaut. |    |      |
| Tattenhagen 17 52° 31′ 23″ N, 9° 45′ 17″ O                   | Wohn-/Wirtschaftsgebäude                              | Zu dem Haus aus dem Jahre um 1840 gehört ein Stall. |    |      |
| Tattenhagen 18 52° 31′ 21″ N, 9° 45′ 15″ O                   | Wohn-/Wirtschaftsgebäude                              | Das Haus wurde 1843 erbaut. |    |      |

## Brelingen
| Lage                                                | Bezeichnung    | Beschreibung                                                                                               | ID | Bild |
| --------------------------------------------------- | -------------- | --- | -- | ---- |
| Bennenmühler Straße 20 52° 33′ 25″ N, 9° 41′ 9″ O   | Wohnhaus       | |    |      |
| Eichendamm 27 52° 33′ 0″ N, 9° 40′ 45″ O            | Kötnerstelle   | |    |      |
| Hauptstraße 16 52° 33′ 16″ N, 9° 41′ 8″ O           | Achtelmeierhof | Das Zweiständerhaus des Hofes wurde 1710 erbaut.                                                           |    |      |
| Hauptstraße 33 52° 33′ 15″ N, 9° 40′ 54″ O          | Backhaus       | |    |      |
| Hauptstraße 33 52° 33′ 16″ N, 9° 40′ 53″ O          | Kirche         | Die jetzige Kirche wurde 1849 erbaut, der Westturm wurde 1827 an die Vorgängerkirche von 1483 angebaut.    |    |      |
| Hauptstraße 35 52° 33′ 16″ N, 9° 40′ 53″ O          | Wohnhaus       | Das Haus wurde 1797 erbaut. Obwohl es neben der Kirche steht, wurde das Haus nicht als Küsterhaus genutzt. |    | BW   |
| Hauptstraße 62 52° 33′ 12″ N, 9° 40′ 27″ O          | Halbmeierhof   | |    |      |
| Küsterworth 52° 33′ 25″ N, 9° 40′ 55″ O             | Friedhof       | |    |      |
| Marktstraße 1 52° 33′ 17″ N, 9° 40′ 52″ O           | Gasthaus       | |    |      |
| Martin-Müller-Straße 21 52° 33′ 5″ N, 9° 40′ 43″ O  | Backhaus       | Das Backhaus der Halbmeierstelle wurde 1615 erbaut.                                                        |    | BW   |
| Martin-Müller-Straße 28 52° 32′ 59″ N, 9° 40′ 32″ O | Wohnhaus       | |    | BW   |

## Duden-Rodenbostel
| Lage                                           | Bezeichnung | Beschreibung                                              | ID | Bild |
| ---------------------------------------------- | ----------- | --------------------------------------------------------- | -- | ---- |
| Butterberg 52° 34′ 36″ N, 9° 38′ 27″ O         | Ehrenmal    | Das Ehrenmal erinnert an die Toten der beiden Weltkriege. |    | BW   |
| Butterberg 25 52° 34′ 34″ N, 9° 38′ 17″ O      | Wohnhaus    |                                                           |    | BW   |
| In Dudenbostel 3 52° 34′ 26″ N, 9° 38′ 14″ O   | Wohnhaus    |                                                           |    | BW   |
| In Dudenbostel 5 52° 34′ 28″ N, 9° 38′ 11″ O   | Hofanlage   |                                                           |    | BW   |
| In Dudenbostel 7 52° 34′ 31″ N, 9° 38′ 11″ O   | Hofstelle   |                                                           |    | BW   |
| In Dudenbostel 9 52° 34′ 33″ N, 9° 38′ 11″ O   | Hofstelle   |                                                           |    | BW   |
| In Dudenbostel 10 52° 34′ 33″ N, 9° 38′ 14″ O  | Wohnhaus    |                                                           |    | BW   |
| In Dudenbostel 12 52° 34′ 33″ N, 9° 38′ 15″ O  | Wohnhaus    |                                                           |    | BW   |
| In Dudenbostel 14 52° 34′ 35″ N, 9° 38′ 14″ O  | Hofstelle   |                                                           |    | BW   |
| In Dudenbostel 14A 52° 34′ 34″ N, 9° 38′ 14″ O | Backhaus    |                                                           |    | BW   |
| Rodenbostel 4 52° 34′ 46″ N, 9° 38′ 33″ O      | Backhaus    |                                                           |    | BW   |
| Rodenbostel 6 52° 34′ 48″ N, 9° 38′ 34″ O      | Wohnhaus    | Das massiv gebaut Haus wurde um 1905 erbaut.              |    | BW   |
| Rodenbostel 8 52° 34′ 50″ N, 9° 38′ 33″ O      | Scheune     |                                                           |    | BW   |

## Elze
| Lage                                                             | Bezeichnung              | Beschreibung | ID | Bild |
| ---------------------------------------------------------------- | ------------------------ | --- | -- | ---- |
| Alte Trift 1 52° 35′ 3″ N, 9° 44′ 27″ O                          | Wohn-/Wirtschaftsgebäude | |    |      |
| Alte Trift 2 52° 35′ 1″ N, 9° 44′ 27″ O                          | Wohn-/Wirtschaftsgebäude | Das Haus wurde 1658 erbaut. |    |      |
| Bunte Riede 4 52° 35′ 1″ N, 9° 43′ 57″ O                         | Wohnhaus                 | |    |      |
| Hohenheider Straße 5 52° 35′ 2″ N, 9° 44′ 23″ O                  | Wohnhaus                 | |    | BW   |
| Hohenheider Straße 10 / Okerstraße 13 52° 35′ 5″ N, 9° 44′ 21″ O | Hof                      | Der Hof ist noch komplett erhalten. Zum Hof gehören ein Schweinestall, ein Back- und Lagerhaus und ein Speicher. |    | BW   |
| In der Horst 21 52° 35′ 6″ N, 9° 43′ 58″ O                       | Wohnhaus                 | |    | BW   |
| Mittelstraße 1 52° 35′ 4″ N, 9° 44′ 18″ O                        | Gehöft                   | |    |      |
| Mittelstraße 3 52° 35′ 4″ N, 9° 44′ 17″ O                        | Gehöft                   | |    | BW   |
| Plumhofer Straße 52° 34′ 41″ N, 9° 44′ 36″ O                     | Kapelle                  | Die Kapelle liegt neben dem Eingang zum Friedhof, parallel zur Straße. |    |      |
| Plumhofer Straße 38 52° 35′ 3″ N, 9° 44′ 8″ O                    | Wohnhaus                 | Das massive Haus wurde 1905 erbaut. Es ist eingeschossig mit einem Zwerchenhaus. |    |      |
| Plumhofer Straße 40 52° 35′ 0″ N, 9° 44′ 8″ O                    | Wohnhaus                 | |    | BW   |
| Plumhofer Straße 42 52° 34′ 59″ N, 9° 44′ 11″ O                  | Hof                      | |    | BW   |
| Plumhofer Straße 44 52° 34′ 58″ N, 9° 44′ 14″ O                  | Scheune                  | Die Doppellängsdurchfahrtscheune wurde 1668 erbaut. Das Haus trägt das Baujahr 1864. |    |      |
| Plumhofer Straße 50 52° 34′ 55″ N, 9° 44′ 18″ O                  | Scheune                  | |    |      |
| Plumhofer Straße 57 52° 34′ 52″ N, 9° 44′ 22″ O                  | Wohnhaus                 | |    |      |
| Poststraße 3A 52° 34′ 59″ N, 9° 44′ 17″ O                        | Scheune und Speicher     | Die Scheune und der Speicher befinden sich an der Ecke Plumhofer Straße 55. Die Scheune trägt das Jahr 1739. |    | BW   |
| Poststraße 8 52° 35′ 0″ N, 9° 44′ 18″ O                          | Schule                   | |    |      |
| Wasserwerkstraße 23 52° 34′ 57″ N, 9° 44′ 21″ O                  | Hofstelle                | Das Wohnhaus und die Scheune sind wahrscheinlich um 1500 erbaut worden. |    |      |
| Wasserwerkstraße 33/35 52° 35′ 26″ N, 9° 45′ 45″ O               | Wasserwerk               | |    | BW   |
| Wasserwerkstraße 44 52° 34′ 49″ N, 9° 44′ 19″ O                  | Gut                      | Nach einer dendrochronologischen Untersuchung wurde das Gutshaus im Jahre 1570 erbaut. Das Haus hat zwei Stockwerke und ein Satteldach. Auf der Traufseite des Hauses befindet sich ein Risalit mit einem Zwerchenhaus. |    |      |
| Wasserwerkstraße 62/64 52° 35′ 23″ N, 9° 45′ 48″ O               | Wasserwerk               | |    |      |

## Gailhof
| Lage                                        | Bezeichnung | Beschreibung                                         | ID | Bild |
| ------------------------------------------- | ----------- | ---------------------------------------------------- | -- | ---- |
| Am Dreieck 5 52° 33′ 10″ N, 9° 45′ 55″ O    | Hof         |                                                      |    |      |
| Celler Straße 11 52° 33′ 5″ N, 9° 45′ 52″ O | Gasthaus    | Das Gasthaus Zur schönen Adelheid wurde 1909 erbaut. |    |      |
| Celler Straße 12 52° 33′ 10″ N, 9° 46′ 5″ O | Wohnhaus    |                                                      |    |      |
| Celler Straße 23 52° 33′ 4″ N, 9° 46′ 3″ O  | Hofstelle   |                                                      |    |      |
| Celler Straße 25 52° 33′ 6″ N, 9° 46′ 7″ O  | Speicher    |                                                      |    |      |
| Vorm Hofe 11 52° 33′ 13″ N, 9° 46′ 5″ O     | Wohnhaus    |                                                      |    |      |

## Hellendorf
| Lage                                                | Bezeichnung              | Beschreibung | ID | Bild |
| --------------------------------------------------- | ------------------------ | ------------ | -- | ---- |
| Grüner Weg 19 52° 33′ 47″ N, 9° 43′ 47″ O           | Hofstelle                |              |    | BW   |
| Schwarmstedter Straße 7 52° 33′ 50″ N, 9° 43′ 30″ O | Wohnhaus                 |              |    | BW   |
| Sommerbosteler Straße 26 52° 33′ 37″ N, 9° 44′ 6″ O | Wohn-/Wirtschaftsgebäude |              |    | BW   |
| Stachgrund 4/4A 52° 33′ 50″ N, 9° 43′ 25″ O         | Backhaus                 |              |    | BW   |

## Meitze
| Lage                                              | Bezeichnung              | Beschreibung                                                             | ID | Bild |
| ------------------------------------------------- | ------------------------ | ------------------------------------------------------------------------ | -- | ---- |
| Dorfstraße 1 52° 34′ 2″ N, 9° 45′ 31″ O           | Hof                      |                                                                          |    | BW   |
| Dorfstraße 2 52° 33′ 59″ N, 9° 45′ 33″ O          | Hofstelle                |                                                                          |    | BW   |
| Dorfstraße 4 52° 34′ 2″ N, 9° 45′ 36″ O           | Scheune                  |                                                                          |    | BW   |
| Dorfstraße 10 52° 34′ 3″ N, 9° 45′ 43″ O          | Hofstelle                |                                                                          |    |      |
| Dorfstraße 11 52° 34′ 5″ N, 9° 45′ 42″ O          | Hofstelle                |                                                                          |    |      |
| Dorfstraße 12/12A 52° 34′ 3″ N, 9° 45′ 46″ O      | Hofstelle und Gasthaus   |                                                                          |    |      |
| Dorfstraße 13 52° 34′ 2″ N, 9° 45′ 36″ O          | Wohnhaus                 |                                                                          |    |      |
| Dorfstraße 14 52° 34′ 1″ N, 9° 45′ 43″ O          | Wohn-/Wirtschaftsgebäude |                                                                          |    | BW   |
| Dorfstraße 16 52° 34′ 1″ N, 9° 45′ 48″ O          | Wohnhaus                 |                                                                          |    |      |
| Dorfstraße 18 52° 34′ 0″ N, 9° 45′ 50″ O          | Wohnhaus                 |                                                                          |    |      |
| Dorfstraße 20 52° 33′ 59″ N, 9° 45′ 50″ O         | Wohnhaus                 |                                                                          |    |      |
| Dorfstraße 25 52° 33′ 57″ N, 9° 45′ 56″ O         | Hofstelle                |                                                                          |    |      |
| Dorfstraße 32 52° 33′ 58″ N, 9° 45′ 51″ O         | Schule                   |                                                                          |    |      |
| Dorfstraße 36 52° 33′ 57″ N, 9° 45′ 52″ O         | Hof                      |                                                                          |    |      |
| Dorfstraße 40 52° 33′ 55″ N, 9° 45′ 55″ O         | Wohnhaus                 |                                                                          |    |      |
| Dorfstraße 42 52° 33′ 52″ N, 9° 45′ 54″ O         | Hof                      |                                                                          |    |      |
| Dorfstraße 44 52° 33′ 52″ N, 9° 45′ 56″ O         | Hof                      |                                                                          |    |      |
| Fuhrberger Weg 2, 4, 7 52° 33′ 49″ N, 9° 46′ 6″ O | Wohnhäuser und Scheune   |                                                                          |    | BW   |
| Gailhofer Straße 15 52° 33′ 56″ N, 9° 45′ 30″ O   | Dreiseithof              |                                                                          |    | BW   |
| Gailhofer Straße 28 52° 33′ 53″ N, 9° 45′ 37″ O   | Zweiständerhallenhaus    | Das Haus wurde um 1780 erbaut, grenzt an den Wiesengrund und steht frei. |    | BW   |
| Hastraweg 2 52° 33′ 58″ N, 9° 45′ 56″ O           | Wohnhaus                 |                                                                          |    | BW   |
| Hastraweg 3 52° 34′ 0″ N, 9° 45′ 55″ O            | Wohnhaus                 |                                                                          |    | BW   |
| Hastraweg 4 52° 33′ 59″ N, 9° 45′ 58″ O           | Hofstelle                |                                                                          |    | BW   |
| Kapellenweg 52° 34′ 9″ N, 9° 45′ 36″ O            | Obelisk                  |                                                                          |    | BW   |
| Tannenweg 1 52° 33′ 58″ N, 9° 45′ 32″ O           | Scheune                  |                                                                          |    | BW   |

## Mellendorf
| Lage                                               | Bezeichnung             | Beschreibung | ID       | Bild |
| -------------------------------------------------- | ----------------------- | --- | -------- | ---- |
| Am Bahngleis 1 52° 32′ 55″ N, 9° 44′ 39″ O         | Bahnhof                 | Der Bahnhof wurde 1890 erbaut. |          |      |
| Am Meierhof 2 52° 32′ 48″ N, 9° 43′ 36″ O          | Wohnhaus                | |          |      |
| Celler Straße 3 52° 32′ 55″ N, 9° 45′ 34″ O        | Villa                   | |          |      |
| Gilborn 52° 32′ 35″ N, 9° 43′ 53″ O                | Friedhof                | |          |      |
| Kaltenweider Straße 46 52° 32′ 47″ N, 9° 43′ 31″ O | Wohnhaus                | |          |      |
| Kirchweg 1 52° 32′ 45″ N, 9° 43′ 57″ O             | Kirche                  | Die evangelische Kirche St. Georg Mellendorf wurde im Jahre 1497 erbaut, allerdings im Laufe der Zeit verändert. Das Gestühl stammt aus dem Jahre 1690. |          |      |
| Pechriede 8 52° 32′ 53″ N, 9° 43′ 43″ O            | Wohnhaus                | |          |      |
| Stargarder Straße 2 52° 32′ 48″ N, 9° 44′ 33″ O    | Halbhof                 | |          |      |
| Stargarder Straße 52 52° 32′ 31″ N, 9° 44′ 42″ O   | Mühle                   | Die Holländerwindmühle wurde 1853 erbaut. |          |      |
| Wedemarkstraße 5 52° 32′ 43″ N, 9° 43′ 40″ O       | Wohnhaus                | |          |      |
| bei Wedemarkstraße 5 52° 32′ 43″ N, 9° 43′ 41″ O   | Denkmal                 | | 31168953 |      |
| Wedemarkstraße 11 52° 32′ 43″ N, 9° 43′ 46″ O      | Wohnhaus                | |          |      |
| Wedemarkstraße 20 52° 32′ 45″ N, 9° 43′ 46″ O      | Wohnhaus                | |          |      |
| Wedemarkstraße 34 52° 32′ 45″ N, 9° 44′ 1″ O       | Gasthaus                | |          |      |
| Wedemarkstraße 36 52° 32′ 48″ N, 9° 44′ 0″ O       | Wohnhaus                | Das Zweiständerhallenhaus wurde 1738 erbaut. |          |      |
| Wedemarkstraße 40 52° 32′ 46″ N, 9° 44′ 5″ O       | Wohnhaus                | |          |      |
| Wedemarkstraße 81 52° 32′ 50″ N, 9° 44′ 34″ O      | Scheune                 | |          |      |
| Wedemarkstraße 84 52° 32′ 51″ N, 9° 44′ 35″ O      | Wohn- und Geschäftshaus | |          |      |

## Negenborn
| Lage                                                          | Bezeichnung           | Beschreibung                                                                                             | ID | Bild           |
| ------------------------------------------------------------- | --------------------- | --- | -- | -------------- |
| Auf der Horst 3 52° 33′ 16″ N, 9° 37′ 52″ O                   | Hof                   | Die Doppellängsdurchfahrtscheune des Hofes wurde im Jahre 1753 erbaut.                                   |    |                |
| Auf der Horst 14 52° 33′ 18″ N, 9° 37′ 49″ O                  | Scheune               | |    | BW             |
| Hannoversche Straße 1 52° 33′ 8″ N, 9° 37′ 47″ O              | Hof                   | |    | BW             |
| Hannoversche Straße 7 52° 33′ 13″ N, 9° 37′ 48″ O             | Kötnerstelle          | |    | BW             |
| Hannoversche Straße 10 52° 33′ 14″ N, 9° 37′ 58″ O            | Kapelle               | Die jetzige Kapelle wurde 1694 erbaut. Der Vorgängerbau wurde im Dreißigjährigen Krieg stark beschädigt. |    | Weitere Bilder |
| Im Merkhof 3 52° 33′ 2″ N, 9° 38′ 12″ O                       | Hof                   | |    | BW             |
| Werner-von-Negenborn-Straße 4 52° 33′ 10″ N, 9° 37′ 55″ O     | Backhaus              | |    | BW             |
| Werner-von-Negenborn-Straße 15, 18 52° 33′ 8″ N, 9° 38′ 10″ O | Wohnhäuser            | |    | BW             |
| Werner-von-Negenborn-Straße 20 52° 33′ 7″ N, 9° 38′ 12″ O     | Hof                   | |    | BW             |
| Werner-von-Negenborn-Straße 22 52° 33′ 8″ N, 9° 38′ 6″ O      | Rodenbostelsche Mühle | Hier soll der Edelhof der Ritter von Negenborn gestanden haben.                                          |    |                |

## Oegenbostel

### Gruppe: Hof Scheper
Baudenkmal (Gruppe):

| Lage                        | Bezeichnung                       | Beschreibung | ID       | Bild |
| --------------------------- | --------------------------------- | ------------ | -------- | ---- |
| 52° 34′ 57″ N, 9° 41′ 28″ O | Historischer Ortskern Oegenbostel |              | 31078608 | BW   |

Baudenkmale (Einzeln):

| Lage                                                | Bezeichnung              | Beschreibung | ID       | Bild |
| --------------------------------------------------- | ------------------------ | ------------ | -------- | ---- |
| Treiberstraße 1 52° 34′ 54″ N, 9° 41′ 22″ O         | Wohn-/Wirtschaftsgebäude |              | 31170035 | BW   |
| Treiberstraße 1 52° 34′ 55″ N, 9° 41′ 23″ O         | Scheune                  |              | 31170058 | BW   |
| Treiberstraße 1 52° 34′ 55″ N, 9° 41′ 20″ O         | Scheune                  |              | 31170080 | BW   |
| Treiberstraße 2 52° 35′ 0″ N, 9° 41′ 26″ O          | Obstwiese                |              | 31172998 | BW   |
| Treiberstraße 2 52° 34′ 58″ N, 9° 41′ 26″ O         | Wohn-/Wirtschaftsgebäude |              | 31170097 | BW   |
| Treiberstraße 2 52° 34′ 58″ N, 9° 41′ 27″ O         | Stall                    |              | 31170137 | BW   |
| Treiberstraße 3 52° 34′ 56″ N, 9° 41′ 23″ O         | Wohn-/Wirtschaftsgebäude |              | 31170154 | BW   |
| Treiberstraße 3 52° 34′ 54″ N, 9° 41′ 20″ O         | Scheune                  |              | 31170172 | BW   |
| Treiberstraße 5 52° 34′ 58″ N, 9° 41′ 23″ O         | Wohn-/Wirtschaftsgebäude |              | 31170194 | BW   |
| Treiberstraße 9 52° 34′ 59″ N, 9° 41′ 22″ O         | Altenteil                |              | 31170268 | BW   |
| Treiberstraße 9 52° 35′ 0″ N, 9° 41′ 24″ O          | Wohn-/Wirtschaftsgebäude |              | 31170211 | BW   |
| Treiberstraße 9 52° 35′ 1″ N, 9° 41′ 23″ O          | Stall                    |              | 31170286 | BW   |
| Treiberstraße 9 52° 35′ 1″ N, 9° 41′ 24″ O          | Scheune                  |              | 31170250 | BW   |
| Treiberstraße 9 52° 35′ 1″ N, 9° 41′ 23″ O          | Backhaus                 |              | 31170232 | BW   |
| Oegenbosteler Straße 6 52° 34′ 54″ N, 9° 41′ 32″ O  | Wohn-/Wirtschaftsgebäude |              | 31169517 | BW   |
| Oegenbosteler Straße 6A 52° 34′ 55″ N, 9° 41′ 28″ O | Stall                    |              | 31169783 | BW   |
| Oegenbosteler Straße 6A 52° 34′ 53″ N, 9° 41′ 29″ O | Scheune                  |              | 31169801 | BW   |
| Oegenbosteler Straße 9 52° 34′ 52″ N, 9° 41′ 29″ O  | Schule                   |              | 31171644 | BW   |
| Oegenbosteler Straße 52° 34′ 52″ N, 9° 41′ 28″ O    | Stall                    |              | 31171667 | BW   |
| Oegenbosteler Straße 6a 52° 34′ 54″ N, 9° 41′ 29″ O | Wohn-/Wirtschaftsgebäude |              | 31169743 | BW   |
| Oegenbosteler Straße 12 52° 34′ 56″ N, 9° 41′ 27″ O | Wohn-/Wirtschaftsgebäude |              | 31169911 | BW   |
| Oegenbosteler Straße 14 52° 34′ 56″ N, 9° 41′ 26″ O | Scheune                  |              | 31169948 | BW   |
| Oegenbosteler Straße 14 52° 34′ 54″ N, 9° 41′ 25″ O | Wohn-/Wirtschaftsgebäude |              | 31169930 | BW   |
| Oegenbosteler Straße 16 52° 34′ 54″ N, 9° 41′ 18″ O | Wohn-/Wirtschaftsgebäude |              | 31169965 | BW   |
| Oegenbosteler Straße 16 52° 34′ 54″ N, 9° 41′ 23″ O | Scheune                  |              | 31169983 | BW   |
| Burgstraße 1 52° 34′ 55″ N, 9° 41′ 31″ O            | Stall                    |              | 31169552 | BW   |
| Burgstraße 1 52° 34′ 55″ N, 9° 41′ 32″ O            | Scheune                  |              | 31169535 | BW   |

### Einzelbaudenkmale
| Lage                                                | Bezeichnung              | Beschreibung | ID       | Bild |
| --------------------------------------------------- | ------------------------ | ------------ | -------- | ---- |
| Ackerweg 19 52° 35′ 1″ N, 9° 41′ 29″ O              | Wohn-/Wirtschaftsgebäude |              | 31169483 | BW   |
| Bestenbosteler Straße 1 52° 34′ 55″ N, 9° 41′ 58″ O | Scheune                  |              | 31169500 | BW   |
| Burgstraße 4 52° 34′ 56″ N, 9° 41′ 35″ O            | Wohn-/Wirtschaftsgebäude |              | 31169569 | BW   |
| Burgstraße 7 52° 34′ 58″ N, 9° 41′ 31″ O            | Wohn-/Wirtschaftsgebäude |              | 31169586 | BW   |
| Burgstraße 9 52° 34′ 59″ N, 9° 41′ 29″ O            | Wohn-/Wirtschaftsgebäude |              | 31169603 | BW   |
| Burgstraße 11 52° 35′ 0″ N, 9° 41′ 32″ O            | Wohn-/Wirtschaftsgebäude |              | 31169620 | BW   |
| Burgstraße 12 52° 35′ 3″ N, 9° 41′ 36″ O            | Speicher                 |              | 31169656 | BW   |
| Burgweg 12 52° 35′ 4″ N, 9° 41′ 38″ O               | Backhaus                 |              | 31169675 | BW   |
| Burgstraße 11 52° 35′ 0″ N, 9° 41′ 31″ O            | Speicher                 |              | 31169637 | BW   |
| Burgweg 12 52° 35′ 1″ N, 9° 41′ 30″ O               | Wohn-/Wirtschaftsgebäude |              | 31169675 | BW   |
| Ibsinger Ring 4 52° 34′ 53″ N, 9° 39′ 40″ O         | Scheune                  |              | 31169709 | BW   |
| Ibsinger Ring 6 52° 34′ 55″ N, 9° 39′ 44″ O         | Speicher                 |              | 31169726 | BW   |
| Siedlerweg 16 52° 35′ 2″ N, 9° 41′ 56″ O            | Wohn-/Wirtschaftsgebäude |              | 31170000 | BW   |

## Resse

### Einzelbaudenkmale
| Lage                                   | Bezeichnung         | Beschreibung                                                                                                 | ID       | Bild |
| -------------------------------------- | ------------------- | --- | -------- | ---- |
| Altes Dorf 52° 30′ 18″ N, 9° 37′ 47″ O | Feuerwehrgerätehaus | Das Feuerwehrgerätehaus wurde im Jahre 1870 erbaut. Es ist ein kleiner Bau aus Ziegeln mit einem Satteldach. | 31170388 |      |

## Scherenbostel

### Gruppe: Hofanlagen Am Taubenfelde
Baudenkmal (Gruppe):

| Lage                        | Bezeichnung               | Beschreibung | ID       | Bild |
| --------------------------- | ------------------------- | ------------ | -------- | ---- |
| 52° 31′ 14″ N, 9° 41′ 49″ O | Hofanlagen Am Taubenfelde |              | 31078638 | BW   |

Baudenkmale (Einzeln):

| Lage                                                       | Bezeichnung              | Beschreibung                    | ID       | Bild |
| ---------------------------------------------------------- | ------------------------ | ------------------------------- | -------- | ---- |
| westlich Schnippheide/Westfeld 52° 31′ 13″ N, 9° 41′ 41″ O | Allee                    |                                 | 44304693 | BW   |
| Am Taubenfeld 1 52° 31′ 14″ N, 9° 41′ 54″ O                | Haupthaus                |                                 | 31171589 |      |
| Am Taubenfeld 1 52° 31′ 15″ N, 9° 41′ 54″ O                | Stallanbau               |                                 | 31171782 | BW   |
| Am Taubenfeld 1 52° 31′ 15″ N, 9° 41′ 56″ O                | Scheune                  |                                 | 31171608 | BW   |
| Am Taubenfeld 3 52° 31′ 15″ N, 9° 41′ 52″ O                | Wohn-/Wirtschaftsgebäude |                                 | 31170918 |      |
| Am Taubenfeld 3 52° 31′ 16″ N, 9° 41′ 54″ O                | Scheune                  |                                 | 31170937 | BW   |
| Am Taubenfeld 3 52° 31′ 14″ N, 9° 41′ 51″ O                | Backhaus                 |                                 | 31170900 | BW   |
| Schnippheide 4 52° 31′ 11″ N, 9° 41′ 56″ O                 | Wohn-/Wirtschaftsgebäude |                                 | 31170994 | BW   |
| Schnippheide 6 52° 31′ 10″ N, 9° 41′ 51″ O                 | Wohn-/Wirtschaftsgebäude |                                 | 31165504 | BW   |
| Schnippheide 6 52° 31′ 11″ N, 9° 41′ 50″ O                 | Wohn-/Wirtschaftsgebäude |                                 | 31171050 | BW   |
| Schnippheide 8 52° 31′ 10″ N, 9° 41′ 48″ O                 | Speicher                 | Der Speicher wurde 1666 erbaut. | 31171070 | BW   |
| Westerfeld 2 52° 31′ 9″ N, 9° 41′ 46″ O                    | Wohnhaus                 |                                 | 31171090 |      |
| Westerfeld 2a 52° 31′ 10″ N, 9° 41′ 44″ O                  | Wirtschaftsgebäude       |                                 | 31171110 | BW   |
| Westerfeld 4 52° 31′ 13″ N, 9° 41′ 45″ O                   | Wohn-/Wirtschaftsgebäude |                                 | 31171128 |      |
| Westerfeld 4 52° 31′ 12″ N, 9° 41′ 42″ O                   | Wirtschaftsgebäude       |                                 | 31171164 | BW   |
| Westerfeld 4 52° 31′ 12″ N, 9° 41′ 45″ O                   | Scheune                  |                                 | 31171146 | BW   |
| Westerfeld 6 52° 31′ 15″ N, 9° 41′ 42″ O                   | Stall                    |                                 | 31171238 |      |
| Westerfeld 6 52° 31′ 15″ N, 9° 41′ 44″ O                   | Giebel                   |                                 | 31171202 | BW   |
| Westerfeld 6 52° 31′ 14″ N, 9° 41′ 43″ O                   | Scheune/Stall            |                                 | 31171220 | BW   |
| Westerfeld 6 52° 31′ 16″ N, 9° 41′ 47″ O                   | Backhaus                 |                                 | 31171182 | BW   |
| Westerfeld 8 52° 31′ 16″ N, 9° 41′ 43″ O                   | Wohn-/Wirtschaftsgebäude |                                 | 31171256 | BW   |
| Westerfeld 8 52° 31′ 17″ N, 9° 41′ 43″ O                   | Scheune                  |                                 | 31171295 | BW   |
| Westerfeld 8 52° 31′ 17″ N, 9° 41′ 44″ O                   | Wirtschaftsgebäude       |                                 | 31171277 | BW   |
| Westerfeld 8a 52° 31′ 17″ N, 9° 41′ 47″ O                  | Wohn-/Wirtschaftsgebäude |                                 | 31171725 | BW   |

### Einzelbaudenkmale
| Lage                                            | Bezeichnung | Beschreibung | ID       | Bild |
| ----------------------------------------------- | ----------- | ------------ | -------- | ---- |
| Ickhorster Weg 8 52° 30′ 25″ N, 9° 43′ 51″ O    | Villa       |              | 31170480 | BW   |
| Langenhagener Straße 52° 30′ 4″ N, 9° 43′ 40″ O | Meilenstein |              | 31171539 | BW   |

## Wennebostel

### Einzelbaudenkmale
| Lage                                               | Bezeichnung              | Beschreibung | ID       | Bild |
| -------------------------------------------------- | ------------------------ | ------------ | -------- | ---- |
| Alter Postweg 5 52° 31′ 55″ N, 9° 44′ 58″ O        | Wohn-/Wirtschaftsgebäude |              | 31170514 |      |
| Alter Postweg 6 52° 31′ 57″ N, 9° 45′ 2″ O         | Wohn-/Wirtschaftsgebäude |              | 31170497 |      |
| Alter Postweg 19 52° 31′ 57″ N, 9° 44′ 54″ O       | Backhaus                 |              | 31171473 | BW   |
| Am Alten Forstweg 6 52° 32′ 1″ N, 9° 45′ 23″ O     | Wohn-/Wirtschaftsgebäude |              | 31172179 | BW   |
| Am Labor 1 52° 31′ 48″ N, 9° 45′ 11″ O             | Wohn-/Wirtschaftsgebäude |              | 31170671 |      |
| Hugo-Riechers-Straße 34 52° 32′ 4″ N, 9° 45′ 19″ O | Wohnhaus                 |              | 31170620 |      |
| In Wennebostel 6 52° 31′ 53″ N, 9° 45′ 1″ O        | Wohn-/Wirtschaftsgebäude |              | 31170637 |      |
| In Wennebostel 8 52° 31′ 52″ N, 9° 45′ 4″ O        | Wohn-/Wirtschaftsgebäude |              | 31170654 |      |
| In Wennebostel 22A/B 52° 31′ 53″ N, 9° 45′ 12″ O   | Wohn-/Wirtschaftsgebäude |              | 31170688 |      |
| In Wennebostel 34 52° 32′ 1″ N, 9° 45′ 23″ O       | Wohn-/Wirtschaftsgebäude |              | 31170705 |      |
| Lindenstraße 22 52° 31′ 52″ N, 9° 44′ 55″ O        | Schulgebäude             |              | 31170763 |      |
| Lindenstraße 28 52° 31′ 49″ N, 9° 44′ 59″ O        | Wohn-/Wirtschaftsgebäude |              | 31170780 |      |
| Nachtigallenweg 1 52° 32′ 0″ N, 9° 45′ 15″ O       | Altenteil                |              | 31170798 |      |
| Unter den Eichen 2 52° 32′ 4″ N, 9° 44′ 58″ O      | Wohn-/Wirtschaftsgebäude |              | 31170832 |      |
| Unter den Eichen 2 52° 32′ 4″ N, 9° 44′ 59″ O      | Stallscheune             |              | 31170867 |      |
| Unter den Eichen 2 52° 32′ 3″ N, 9° 44′ 56″ O      | Scheune                  |              | 31170851 | BW   |

## Ehemalige Baudenkmale
| Lage                                                   | Bezeichnung | Beschreibung                                                                           | ID | Bild |
| ------------------------------------------------------ | ----------- | -------------------------------------------------------------------------------------- | -- | ---- |
| Hugo-Riechers-Straße 21 52° 32′ 4″ N, 9° 45′ 11″ O     |             |                                                                                        |    |      |
| Abbensen Alte Zollstraße 24 52° 34′ 7″ N, 9° 36′ 50″ O | Wohnhaus    | Das Vierständerhallenhaus wurde im 19. Jahrhundert errichtet. Im Jahr 2018 abgerissen. |    |      |